# Ugerevyen Danmark 1-2-3
|  | Denne artikel er oprettet af botten Steenthbot ud fra en ekstern database. Den kan derfor have sproglige fejl eller mangler. Denne skabelon kan fjernes efter kontrol af indholdet. |

Ugerevyen Danmark 1-2-3 er en dansk dokumentarisk optagelse fra 1917.

## Handling
1) Mand med avis i stue (muligvis Københavns nye politidirektør).

2) Galopløb på galopbanen i Klampenborg 26. august 1917.

3) Branden i kulbunkerne ved Gasværkshavnen 21. august 1917.

4) En egestub i Dyrehaven sprænges med det danske sprængstof "Aërolit". Et træ fældes og saves op.

5) Skuespillere og statister, der skal spille Marsboere i Nordisk Films nye film (Himmelskibet af Holger-Madsen), samles ved Banegården før afrejsen til Faxe 26. august.

6) Soldater anlægger ny kælkebakke i Dyrehaven.

7) Christiansborg Slot - efter at plankeværket er fjernet.

8) Sommerens sidste kommunale folkekoncert i Fælledparken.

9) Rundskuedagen i Aarhus 1917 - optog gennem byen og foran domkirken.

10) Åbningen af salget af Rundskuehefter på Rådhuspladsen 31. august.

11) Indgangen til Københavns Rådhus, folk på gaden og foran Børsen.

12) Amerikadamperen "Frederik VIII".

13) Københavns Amatør-Sejlklubs Kapsejlads på Øresund 2. september 1917.